# Reuven Rivlin
Reuven (Ruby) Rivlin, (en hebreu: ראובן ריבלין) nascut el 9 de setembre de 1939, és un polític israelià, membre del Likkud i president de l'Estat d'Israel des de 2014 al 2021.
Candidat a la presidència de l'Estat d'Israel el 13 de juny de 2007, amb el suport del Likkud, Rivlin es retirà després de la primera volta, en haver quedat per darrere de l'antic primer ministre i premi Nobel de la pau, Ximon Peres.
Novament candidat a la presidència el 10 de juny de 2014, Reuven Rivlin fou elegit president de l'Estat d'Israel per a un mandat de set anys i succeí el seu antic rival Ximon Peres el 24 de juliol següent.